# Epermenia pontificella
Epermenia pontificella — вид лускокрилих комах родини зонтичних молей (Epermeniidae).

## Поширення
Вид поширений в Європі та Малій Азії. Присутній у фауні України.

## Спосіб життя
Личинки живляться листям Thesium montanum.